# Tyler Perry's Young Dylan
Tyler Perry's Young Dylan è una sit-com statunitense creata da Tyler Perry che è stata presentata in anteprima su Nickelodeon e BET il 29 febbraio 2020. La serie è interpretata da Dylan Gilmer, Celina Smith, Hero Hunter, Mieko Hillman, Aloma Wright e Carl Anthony Payne II.

## Trama
Il giovane Dylan è un aspirante artista nero hip-hop. Quando un giorno sua madre non torna a casa, sua nonna Viola lo trasferisce con suo zio nero Myles e sua zia nera Yasmine per avere dei genitori nella sua vita. Il suo stile si scontra con gli stili della famiglia nera di Myles.

## Personaggi
- Dylan Gilmer nel ruolo di Young Dylan, doppiato da Luca Tesei[1], un aspirante artista hip-hop.
- Celina Smith nel ruolo di Rebecca, doppiato da Anita Ferraro[1], cugina del giovane Dylan.
- Hero Hunter nei ruolo di Charlie, doppiato da Diego Follega[1], cugino del giovane Dylan che aveva un amico immaginario.
- Jet Miller nel ruolo di Bethany, doppiato da Carolina Gusev [2], la migliore amica di Rebecca, che è l'interesse amoroso del giovane Dylan.
- Mieko Hillman nel ruolo di Yasmine, doppiato da Francesca Fiorentini[1], la zia del giovane Dylan.
- Aloma Wright nel ruolo di Viola, doppiato da Sonia Scotti[1], la nonna del giovane Dylan.
- Carl Anthony Payne II nel ruolo di Myles Wilson, doppiato da Luigi Ferraro[1], zio del giovane Dylan e figlio di Viola.

## Produzione
Il 2 ottobre 2019, è stato annunciato su The Ellen DeGeneres Show che Nickelodeon e Tyler Perry si stavano unendo per creare una serie comica su un rapper di 10 anni con un titolo provvisorio di Young Dylan . Tyler Perry è lo scrittore della serie, mentre Tyler Perry Studios produce la serie. La serie è interpretata da Dylan Gilmer nel ruolo di Young Dylan. Il 23 gennaio 2020 è stato annunciato il cast per la serie. Oltre a Dylan Gilmer, il cast comprende anche Carl Anthony Payne II, Mieko Hillman, Celina Smith, Hero Hunter e Aloma Wright. Tyler Perry è anche produttore esecutivo e regista della serie. Michelle Sneed è produttore esecutivo. Will Areu e Mark E. Swinton sono i produttori. Jet Miller è stato anche incluso nel cast principale come l'amico di Rebecca Bethany. Il 19 febbraio 2020, è stato annunciato che Young Dylan di Tyler Perry, precedentemente Young Dylan, sarebbe stato presentato in anteprima il 29 febbraio 2020. La serie ha ricevuto un ordine di 14 episodi. Il 16 agosto 2021 Nickelodeon Italia trasmette il primo promo della seconda stagione che partirà in Italia dal 30 agosto 2021 alle 17:30. L'11 novembre 2021 la serie viene rinnovata per una terza stagione, che va in onda dal 19 giugno 2022. Il 13 maggio 2023 la serie viene rinnovata per una quarta stagione che va in onda da settembre 2023 a gennaio 2024.

## Episodi
| Stagione         | Episodi | Prima TV USA  | Prima TV Italia |
| ---------------- | ------- | ------------- | --------------- |
| Prima stagione   | 14      | 2020          | 2020-2021       |
| Seconda stagione | 20      | 2021          | 2021-2022       |
| Terza stagione   | 20      | 2022-2023     | 2022-2023       |
| Quarta stagione  | 18      | 2023-2024     | 2023-2024       |
| Quinta stagione  | 13      | 2024-In corso | Inedita         |